# کیم چان-کی
کیم چان-کی (انگلیسی: Kim Chan-ki؛ ۳۰ دسامبر ۱۹۳۱ – ۱ فوریهٔ ۲۰۱۱) بازیکن فوتبال اهل کره جنوبی بود.
وی در مسابقات کشوری و بین‌المللی در مجموع برندهٔ ۱ مدال طلا شده‌است.